# Ilitx (Zaporójskaia)
|  | Per a altres significats, vegeu «Ilitx (Peredovaia)». |

Ilitx (Ильич (rus)) és un possiólok del krai de Krasnodar, a Rússia. El 2010 tenia 1.675 habitants. Es troba a la vora nord-oriental de l'estret de Kertx, a la costa meridional de la mar d'Azov. És a 53 km a l'oest de Temriuk i a 169 km a l'oest de Krasnodar. Pertany a l'stanitsa de Zaporójskaia.